# Deutsches Geschlechterbuch
Das Deutsche Geschlechterbuch (niem. Księga Niemieckich Rodów), do 1943 Genealogisches Handbuch bürgerlicher Familien (niem. Genealogiczny Podręcznik rodzin Mieszczańskich), niemieckie wydawnictwo genealogiczne zajmujące się rodzinami nieszlacheckimi.
Pomyślane jako uzupełnienie Almanachu Gotajskiego (Genealogisches Handbuch des Adels), prezentujace jako pomoc w badaniach genealogicznych rodowody i materiały źródłowe oraz herby dotyczące rodzin mieszczańskich i chłopskich, niekiedy również szlacheckich i arystokratycznych o mieszczańskim rodowodzie.
Wiele tomów wydawnictwa dotyczy określonych regionów dawnej Rzeszy – np. Westfälisches (Westfalia) lub Schlesisches (Śląsk) Geschlechterbuch. Jednym z niewielu uznanych za pełne i zakończone, w 2007, jest wydanie dotyczące Hamburga (Hamburgische Geschlechterbuch) zawarte w 16 tomach.
Deutsches Geschlechterbuch wydawane było od 1889 do 1943 pod tytułem Genealogisches Handbuch bürgerlicher Familien przez genealoga Bernharda Koernera w wydawnictwie C. A. Starke Verlag w Zgorzelcu. W 119 tomach objęło ponad 4.000 rodzin.
Po 12 latach przerwy wznowione zostało w 1956 pod nowym tytułem Deutsches Geschlechterbuch, ale zachowaniem kolejnej numeracji tomów, wydany w 1956 tom oznaczono jako 120. W 2007 wydano 219 tom. Dzieło jest wydawane nadal przez wydawnictwo Starke Verlag, obecnie z siedzibą w Limburgu.
Tomy od 1 do 119 od 2007 dostępne są w wersji cyfrowej, jako zestaw 16 płyt CD. Dostępny jest również indeks w wersji cyfrowej do wszystkich dotąd wydanych tomów. Od roku 2012 w Mazowieckiej Bibliotece Cyfrowej dostępnych jest 80 tomów tego herbarza.

## Wykaz tomów
Przy każdym tomie podany jest w tytule teren którego dotyczy, na końcu dodatkowo dodane jest jego polskie określenie. Tomy określone jako ogólne (niem. Allgemeine Band) zawierają hasła o rodzinach z różnych terenów dawnej Rzeszy.
- Tom 1 – 17. Genealogisches Handbuch bürgerlicher Familien 1889–1910 (Deutsches Geschlechterbuch: Allgemeine Bände) – tomy ogólne
- Tom 18. Hamburger Geschlechterbuch 1, 1910 – rodziny Hamburga
- Tom 19. Hamburger Geschlechterbuch 2, 1911 – rodziny Hamburga
- Tom 20. Genealogisches Handbuch bürgerlicher Familien, 1912 (Deutsches Geschlechterbuch: Allgemeiner Band) – tom ogólny
- Tom 21. Hamburger Geschlechterbuch 3, 1912 – rodziny Hamburga
- Tom 22. Genealogisches Handbuch bürgerlicher Familien, 1912 (Deutsches Geschlechterbuch: Allgemeiner Band) – tom ogólny
- Tom 23. Hamburger Geschlechterbuch 4 1913 – rodziny Hamburga
- Tom 24. Bergisches Geschlechterbuch; 1 1913
- Tom 25. Genealogisches Handbuch bürgerlicher Familien, 1913 (Deutsches Geschlechterbuch: Allgemeiner Band) – tom ogólny
- Tom 26. Ostfriesisches Geschlechterbuch; 1, 1913 – Wschodnia Fryzja
- Tom 27. Hamburger Geschlechterbuch; 5, 1914 -rodziny Hamburga
- Tom 28. Genealogisches Handbuch bürgerlicher Familien, 1914 (Deutsches Geschlechterbuch: Allgemeiner Band) – tom ogólny
- Tom 29. Genealogisches Handbuch bürgerlicher Familien, 1916 (Deutsches Geschlechterbuch: Allgemeiner Band) – tom ogólny
- Tom 30. Genealogisches Handbuch bürgerlicher Familien, 1918 (Deutsches Geschlechterbuch: Allgemeiner Band) – tom ogólny
- Tom 31. Ostfriesisches Geschlechterbuch; 2, 1919 – Wschodnia Fryzja
- Tom 32. Hessisches Geschlechterbuch 1, 1920 – Hesja
- Tom 33. Obersächsisches Geschlechterbuch 1, 1920 – Górna Saksonia
- Tom 34. Reutlinger Geschlechterbuch 1, Schwäbisches Geschlechterbuch 1, 1921 – Szwabia
- Tom 35. Bergisches Geschlechterbuch 2, 1922 – Berg
- Tom 36. Genealogisches Handbuch bürgerlicher Familien (Deutsches Geschlechterbuch: Allgemeiner Band) 1922 – ogólny tom
- Tom 37. Genealogisches Handbuch bürgerlicher Familien (Deutsches Geschlechterbuch: Allgemeiner Band) 1922 – tom ogólny
- Tom 38. Sauerländisches Geschlechterbuch; 1 (1922) – Sauerland
- Tom 39. Magdeburger Geschlechterbuch; 1 (1923) – Magdeburg
- Tom 40. Pommersches Geschlechterbuch; 1 (1923) – Pomorze
- Tom 41. Reutlinger Geschlechterbuch; 2, Schwäbisches – Szwabia Geschlechterbuch 2, 192
- Tom 42. Deutsch-schweizerisches Geschlechterbuch 1, 1923 – Szwajcaria
- Tom 43. Schwäbisches Geschlechterbuch; 3, 1923 – Szwabia
- Tom 44. Hamburger Geschlechterbuch; 6, 1923 – rodziny Hamburga
- Tom 45. Genealogisches Handbuch bürgerlicher Familien (Deutsches Geschlechterbuch Allgemeiner Band) 1925 – tom ogólny
- Tom 46. Niedersächsisches Geschlechterbuch 1, 1926 – Dolna Saksonia
- Tom 47. Hessisches Geschlechterbuch 2 1926 – Hesja
- Tom 48. Deutsch-schweizerisches Geschlechterbuch 2, 1926 – Szwajcaria
- Tom 49. Nassauisches Geschlechterbuch 1 1926 – Nassau
- Tom 50. Genealogisches Handbuch bürgerlicher Familien (Deutsches Geschlechterbuch: Allgemeiner Band) 1926 – tom ogólny
- Tom 51. Hamburger Geschlechterbuch 7, 1927 – rodziny Hamburga
- Tom 52. Hessisches Geschlechterbuch 3, 1927 – Hesja
- Tom 53. Sauerländisches Geschlechterbuch 2, 1927 – Sauerland
- Tom 54. Hessisches Geschlechterbuch 4, 1927 – Hesja
- Tom 55. Schwäbisches Geschlechterbuch 4, 1927 – Szwabia
- Tom 56. Deutsch-schweizerisches Geschlechterbuch 3, 1927 – Szwajcaria
- Tom 57. Mecklenburgisches Geschlechterbuch 1, 1928 – Meklemburgia
- Tom 58. Kurpfälzisches Geschlechterbuch 1, 1928 – Palatynat
- Tom 59. Ostfriesisches Geschlechterbuch 3, 1928 – Wschodnia Fryzja
- Tom 60. Genealogisches Handbuch bürgerlicher Familien (Deutsches Geschlechterbuch: Allgemeiner Band) 1928 – tom ogólny
- Tom 61. Ostpreußisches Geschlechterbuch 1, 1928 – Prusy Wschodnie
- Tom 62. Posensches Geschlechterbuch 1, 1929 – Wielkie Księstwo Poznańskie
- Tom 63. Hamburger Geschlechterbuch 8, 1929 – Hamburg
- Tom 64. Hessisches Geschlechterbuch 5, 1929 – Hesja
- Tom 65. Deutsch-schweizerisches Geschlechterbuch 4, 1929 – Szwajcaria
- Tom 66. Hessisches Geschlechterbuch 6, 1929 – Hesja
- Tom 67. Pommersches Geschlechterbuch 2, 1929 – Pomorze
- Tom 68. Ostpreußisches Geschlechterbuch 2, 1930 – Prusy Wschodnie
- Tom 69. Darmstädter Geschlechterbuch 1, Hessisches – Darmstadt Geschlechterbuch 7, 1930
- Tom 70. Deutsches Geschlechterbuch Allgemeiner Band, 1930 – tom ogólny
- Tom 71. Schwäbisches Geschlechterbuch; 5, 1930 – Szwabia
- Tom 72. Lippisches Geschlechterbuch; 1, 1931 – Lippe
- Tom 73. Schlesisches Geschlechterbuch; 1, 1931 – Śląsk
- Tom 74. Mecklenburgisches Geschlechterbuch; 2, 1931 – Meklemburgia
- Tom 75. Schwäbisches Geschlechterbuch; 6, 1931 – Szwabia
- Tom 76. Niedersächsisches Geschlechterbuch; 2, 1932 – Dolna Saksonia
- Tom 77. Deutsch-schweizerisches Geschlechterbuch; 5, 1932 – Szwajcaria
- Tom 78. Posensches Geschlechterbuch; 2, 1933 – Wielkie Księstwo Poznańskie
- Tom 79. Baltisches Geschlechterbuch; 1, 1933 – Inflanty
- Tom 80. Deutsches Geschlechterbuch: Allgemeiner Band, 1933 – tom ogólny
- Tom 81. Badisches Geschlechterbuch; 1, 1934 – Badenia
- Tom 82. Ravensbergisches Geschlechterbuch 1, 1934 – Ravensberg
- Tom 83. Bergisches Geschlechterbuch; 3, 1934 – Berg
- Tom 84. Hessisches Geschlechterbuch; 8, 1935 – Hesja
- Tom 85. Deutsches Geschlechterbuch (Allgemeiner Band), 1935 – tom ogólny
- Tom 86. Kurpfälzisches Geschlechterbuch; 2, 1935 – Palatynat
- Tom 87. Thüringisches Geschlechterbuch; 1, 1935 – Turyngia
- Tom 88. Mecklenburgisches Geschlechterbuch; 3, 1935 – Meklemburgia
- Tom 89. Niedersächsisches Geschlechterbuch; 3, 1936 – Dolna Saksonia
- Tom 90. Pommersches Geschlechterbuch; 3, 1936 – Pomorze
- Tom 91. Schleswig-Holsteinisches Geschlechterbuch; 1, 1936 – Szlezwik-Holsztyn
- Tom 92. Deutsches Geschlechterbuch: Allgemeiner Band, 1936 – tom ogólny
- Tom 93. Neumärkisches Geschlechterbuch; 1, 1936 – Nowa Marchia
- Tom 94. Hessisches Geschlechterbuch; 9, 1937 – Hesja
- Tom 95. Siegerländer Geschlechterbuch; 1, 1937 – Siegerland
- Tom 96. Darmstädter Geschlechterbuch; 2, Hessisches – Hesja Geschlechterbuch 10, 1937
- Tom 97. Sauerländisches Geschlechterbuch; 3, 1937 – Sauerland
- Tom 98. Hessisches Geschlechterbuch; 11, 1937 – Hesja
- Tom 99. Eifeler Geschlechterbuch; 1, 1938
- Tom 100. Deutsches Geschlechterbuch: Allgemeiner Band, 1938 – tom ogólny
- Tom 101. Badisches Geschlechterbuch; 2, 1938
- Tom 102. Niedersächsisches Geschlechterbuch; 4, 1938 – Dolna Saksonia
- Tom 103. Ostfriesisches Geschlechterbuch; 4, 1938
- Tom 104. Deutsches Geschlechterbuch: Allgemeiner Band, 1939 – tom ogólny
- Tom 105. Mecklenburgisches Geschlechterbuch; 4, 1939
- Tom 106. Harzer Geschlechterbuch; 1, 1939-
- Tom 107. Hessisches Geschlechterbuch; 12, 1939 – Hesja
- Tom 108. Westfälisches Geschlechterbuch; 1, 1940 – Westfalia
- Tom 109. Deutsches Geschlechterbuch: Allgemeiner Band, 1940 – tom ogólny
- Tom 110. Stuttgarter Geschlechterbuch; 1, Schwäbisches Geschlechterbuch 7, 1940
- Tom 111. Brandenburgisches Geschlechterbuch; 1, 1941
- Tom 112. Schlesisches Geschlechterbuch; 2, 1941
- Tom 113. Niedersächsisches Geschlechterbuch; 5, 1941 – Dolna Saksonia
- Tom 114. Thüringisches Geschlechterbuch; 2, 1942
- Tom 115. Pommersches Geschlechterbuch; 4, 1942 – Pomorze
- Tom 116. Posensches Geschlechterbuch; 3, 1942
- Tom 117. Ostpreußisches Geschlechterbuch; 3, 1943
- Tom 118. Deutsches Geschlechterbuch (Allgemeiner Band) 1943 –
- Tom 119. Hessisches Geschlechterbuch; 13, 1943 – Hesja
- Tom 120. Badisches Geschlechterbuch; 3, 1955
- Tom 121. Hessisches Geschlechterbuch; 14, 1956 – Hesja
- Tom 122. Niedersächsisches Geschlechterbuch; 6, 1957 – Dolna Saksonia
- Tom 123. Eifeler Geschlechterbuch; 2 (1958)
- Tom 124. Hessisches Geschlechterbuch; 15, 1960 – Hesja
- Tom 125. Deutsches Geschlechterbuch (Allgemeiner Band), 1959 – tom ogólny
- Tom 126. Westpreussisches Geschlechterbuch; 1, 1960
- Tom 127. Hamburgisches Geschlechterbuch; 9, 1961
- Tom 128. Hamburgisches Geschlechterbuch; 10, 1962
- Tom 129. Niedersächsisches Geschlechterbuch; 7, 1962 – Dolna Saksonia
- Tom 130. Deutsches Geschlechterbuch (Allgemeiner Band) 38, 1962
- Tom 131. Niedersächsisches Geschlechterbuch; 8, 1962 – Dolna Saksonia
- Tom 132. Westpreussisches Geschlechterbuch; 2, 1963
- Tom 133. Westpreussisches Geschlechterbuch; 3, 1964
- Tom 134. Ostfriesisches Geschlechterbuch; 5, 1963
- Tom 135. Deutsches Geschlechterbuch (Allgemeiner Band) 1965 – tom ogólny
- Tom 136. Pommersches Geschlechterbuch; 5, 1964 – Pomorze
- Tom 137. Pommersches Geschlechterbuch; 6, 1964 – Pomorze
- Tom 138. Hessisches Geschlechterbuch; 16, 1964 – Hesja
- Tom 139. Siegerländer Geschlechterbuch; 2, 1965 – Siegerland
- Tom 141. Posener Geschlechterbuch; 4, 1965 – Poznań
- Tom 142. Niedersächsisches Geschlechterbuch; 9, 1966 – Dolna Saksonia
- Tom 143. Hamburgisches Geschlechterbuch; 11, 1966 – Hamburg
- Tom 144. Niedersächsisches Geschlechterbuch; 10, 1967 – Dolna Saksonia
- Tom 145. Hessisches Geschlechterbuch; 17, 1967 – Hesja
- Tom 146. Pommersches Geschlechterbuch; 7, 1967 – Pomorze
- Tom 147. Schwäbisches Geschlechterbuch; 8, 1968 – Szwabia
- Tom 148. Deutsches Geschlechterbuch (Allgemeiner Band) 40, 1968 – tom ogólny
- Tom 149. Deutsches Geschlechterbuch (Allgemeiner Band) 41, 1968 – tom ogólny
- Tom 150. Pfälzer Geschlechterbuch; 3, 1970 – Palatynat
- Tom 151. Brandenburgisches Geschlechterbuch; 2, 1969 – Brandenburgia
- Tom 152. Niedersächsisches Geschlechterbuch; 11, 1970 – Dolna Saksonia
- Tom 153. Westfälisches Geschlechterbuch; 2, 1970 – Westfalia
- Tom 154. Schlesisches Geschlechterbuch; 3, 1970 – Śląsk
- Tom 155. Deutsches Geschlechterbuch (Allgemeiner Band), 1970 – tom ogólny
- Tom 156. Pommersches Geschlechterbuch; 8, 1971 – Pomorze
- Tom 157. Westfälisches Geschlechterbuch; 3, 1971 – Westfalia
- Tom 158. Hessisches Geschlechterbuch, Schwälmer Band 1, Hessisches Geschlechterbuch, 1971 – Hesja
- Tom 159. Niedersächsisches Geschlechterbuch 12, Hessisches Geschlechterbuch, Schwälmer Band; 2, 1972, – Dolna Saksonia, Hesja
- Tom 160. Brandenburgisches Geschlechterbuch; 3, 1972 – Brandenburgia
- Tom 161. Badisches Geschlechterbuch; 4, 1972 – Badenia
- Tom 162. Schleswig-Holsteinisches Geschlechterbuch; 2, 1973 – Szlezwik-Holsztyn
- Tom 163. Siegerländer Geschlechterbuch; 3, 1973 – Siegerland
- Tom 164. Siegerländer Geschlechterbuch; 4, 1973 – Siegerland
- Tom 165. Deutsches Geschlechterbuch (Allgemeiner Band); 43, 1974 – tom ogólny
- Tom 166. Niedersächsisches Geschlechterbuch; 13, 1973 – Dolna Saksonia
- Tom 167. Niedersächsisches Geschlechterbuch; 14, 1974 – Dolna Saksonia
- Tom 168. Bergisches Geschlechterbuch; 4, 1974 – Berg
- Tom 169. Deutsches Geschlechterbuch (Allgemeiner Band), 1975 – tom ogólny
- Tom 170. Schwäbisches Geschlechterbuch; 9, 1975 – Szwabia
- Tom 171. Hamburgisches Geschlechterbuch; 12, 1975 – Hamburg
- Tom 172. Deutsches Geschlechterbuch (Allgemeiner Band), 1975 – tom ogólny
- Tom 173. Westfälisches Geschlechterbuch; 4, 1976 – Westfalia
- Tom 174. Pommersches Geschlechterbuch; 9, 1977 – Pomorze
- Tom 175. Hessisches Geschlechterbuch; 20, 1977 – Hesja
- Tom 176. Hessisches Geschlechterbuch, 1977 – Hesja
- Tom 177. Deutsches Geschlechterbuch (Allgemeiner Band), 1978 – tom ogólny
- Tom 178. Schlesisches Geschlechterbuch; 4,1978 – Śląsk
- Tom 179. Niedersächsisches Geschlechterbuch; 15, 1979 – Dolna Saksonia
- Tom 180. Niedersächsisches Geschlechterbuch; 16, 1979 – Dolna Saksonia
- Tom 181. Westfälisches Geschlechterbuch; 5, 1979 – Westfalia
- Tom 182. Westpreussisches Geschlechterbuch; 4, 1979 – Prusy
- Tom 183. Bergisches Geschlechterbuch; 5, 1980 Berg
- Tom 184. Westfälisches Geschlechterbuch; 6, 1980 – Westfalia
- Tom 185. Deutsches Geschlechterbuch (Allgemeiner Band), 1981 – tom ogólny
- Tom 186. Schleswig-Holsteinisches Geschlechterbuch; 3, 1981 – Szlezwik-Holsztyn
- Tom 187. Niedersächsisches Geschlechterbuch; 17, 1982 – Dolna Saksonia
- Tom 188. Deutsches Geschlechterbuch (Allgemeiner Band), 1982 – tom ogólny
- Tom 189.Badisches Geschlechterbuch; 5, 1984 – Badenia
- Tom 190. Ostfriesisches Geschlechterbuch; 6, 1983 – Wschodnia Fryzja
- Tom 191. Pommersches Geschlechterbuch; 10, 1985 – Pomorze
- Tom 192. Deutsches Geschlechterbuch (Allgemeiner Band), oprac. Clemens Steinbicke, 1986 – tom ogólny
- Tom 193. Westfälisches Geschlechterbuch; 7, oprac. Uta v. Delius, 1987 – Westfalia
- Tom 194. Ravensbergisches Geschlechterbuch; 2 oprac. Clemens Steinbicker, 1987 – Ravensberg
- Tom 195. Deutsches Geschlechterbuch (Allgemeiner Band), 1989 – tom ogólny
- Tom 196. Deutsches Geschlechterbuch (Allgemeiner Band), 1992 – tom ogólny
- Tom 197. Pfälzer Geschlechterbuch; 4 oprac. Wilhelm Theodor Kalbfuß, 1991 – Palatynat
- Tom 198. Siegerländer Geschlechterbuch; 5 oprac. Gerhard Moisel, 1991 – Siegerland
- Tom 199. Siegerländer Geschlechterbuch; 6 oprac. Gerhard Moisel, 1994 – Siegerland
- Tom 200. Hamburgisches Geschlechterbuch; 13, 1996 – Hamburg
- Tom 201. Deutsches Geschlechterbuch (Allgemeiner Band), 1995 – tom ogólny
- Tom 202. Deutsches Geschlechterbuch (Allgemeiner Band), 1995 – tom ogólny
- Tom 203. Deutsches Geschlechterbuch (Allgemeiner Band), 1996 – tom ogólny
- Tom 204. Siegerländer Geschlechterbuch; 7, oprac. Gerhard Moisel, 1996 – Siegerland
- Tom 205. Hamburgisches Geschlechterbuch; 14, 1997 – Hamburg
- Tom 206.Deutsches Geschlechterbuch (Allgemeiner Band), 1998 – tom ogólny
- Tom 207. Deutsches Geschlechterbuch (Allgemeiner Band), 1998 – tom ogólny
- Tom 208. Siegerländer Geschlechterbuch 8, oprac. Gerhard Moisel, 1998 – Siegerland
- Tom 209. Hamburgisches Geschlechterbuch 15, 1999 – Hamburg
- Tom 210. Hamburgisches Geschlechterbuch 16, 2000 – Hamburg
- Tom 211. Deutsches Geschlechterbuch (Allgemeiner Band), 2000 – tom ogólny
- Tom 212. Ostfriesisches Geschlechterbuch 7, 2000 – Wschodnia Fryzja
- Tom 213. Wittgensteiner Geschlechterbuch; 1, oprac. Werner Afflerbach, 2001 – Wittgenstein
- Tom 214. Deutsches Geschlechterbuch (Allgemeiner Band), 2002 – tom ogólny
- Tom 215. Obersächsisches Geschlechterbuch 2, 2002 – Górna Saksonia
- Tom 216. Hamburgisches Geschlechterbuch; 17, 2003 – Hamburg
- Tom 217. Deutsches Geschlechterbuch (Allgemeiner Band), 2004 – tom ogólny
- Tom 218. Siegerländer Geschlechterbuch 9, oprac. Gerhard Moisel, 2006 – Siegerland
- Tom 219. Deutsches Geschlechterbuch (Allgemeiner Band), 2007 – tom ogólny

## Literatura
- Deutsches Geschlechterbuch – CD-ROM. Genealogisches Handbuch bürgerlicher Familien. Gesamtverzeichnis der Bände 1-216. Verlag C. A. Starke, ISBN 978-3-7980-0380-4.
- Gert Oswald: Lexikon der Heraldik, Bibliographisches Institut, Leipzig, 1984, ISBN 3-411-02149-7.
- Wersja cyfrowa herbarza dostępna w Mazowieckiej Bibliotece Cyfrowej